# Hexi (köpinghuvudort i Kina, Guizhou Sheng, lat 28,46, long 107,43)
Hexi (kinesiska: 和溪, 和溪镇) är en köpinghuvudort i Kina. Den ligger i provinsen Guizhou, i den sydvästra delen av landet, omkring 220 kilometer norr om provinshuvudstaden Guiyang. Antalet invånare är 23 533. Befolkningen består av 11 425 kvinnor och 12 108 män. Barn under 15 år utgör 30 %, vuxna 15-64 år 58 %, och äldre över 65 år 11,0 %.